# 羅特河 (維格河支流)
47°09′35″N 8°00′07″E / 47.15960°N 8.00196°E

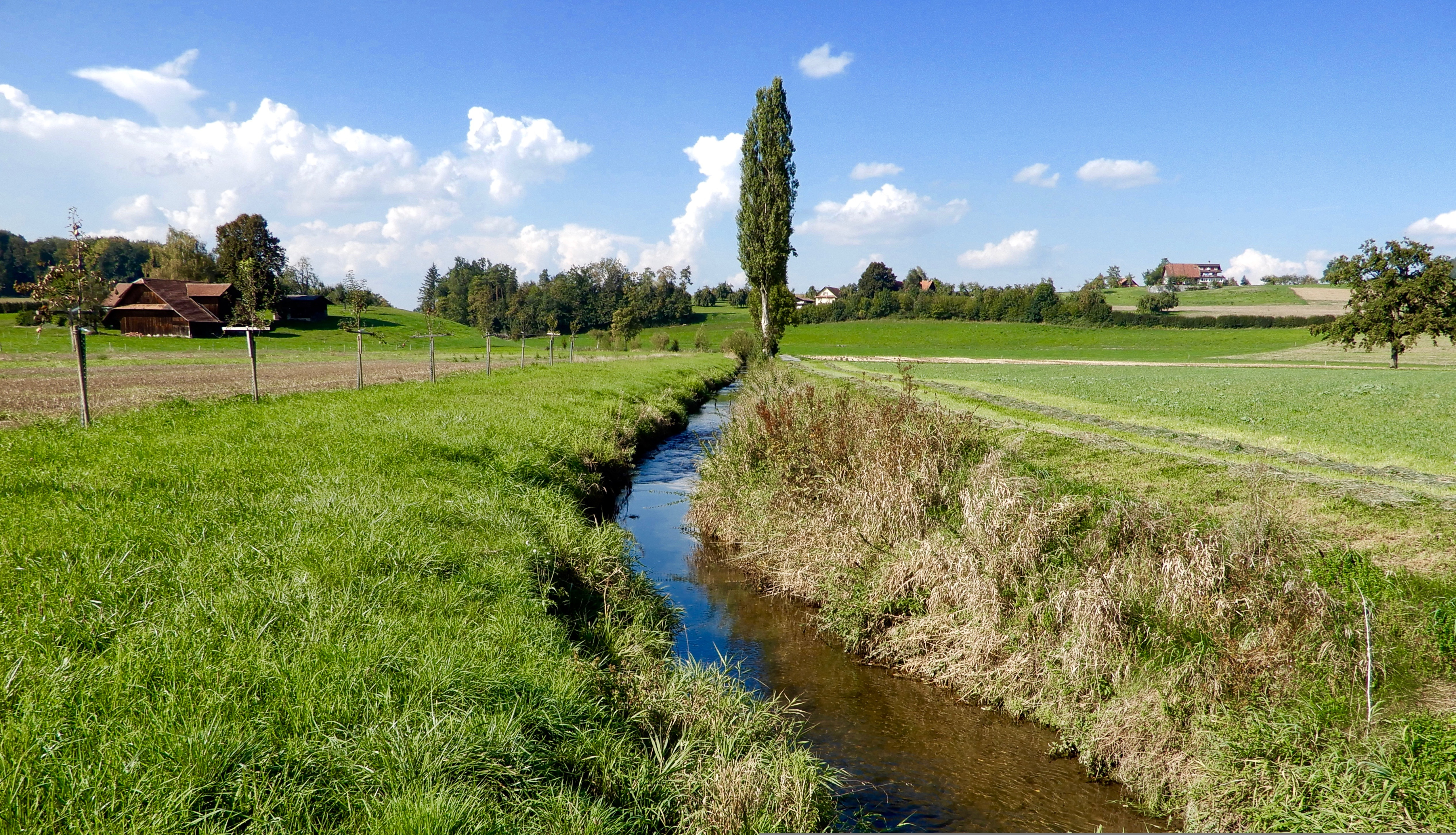

羅特河是瑞士的河流，位於該國中部，流經盧塞恩州，屬於維格河的右支流，河道全長18公里，流域面積52平方公里，發源自魯斯維爾，最終在埃蒂斯維爾附近。